# Trixomorpha indica
Trixomorpha indica là một loài ruồi trong họ Tachinidae.